# デーリッチュ
デーリッチュ（Delitzsch）はドイツ連邦共和国の都市。ザクセン州に属する。人口は約25,000人。

## 概要
旧東ドイツ時代には石炭の採掘が行われたが、東西ドイツ統合後は停滞している。約20キロ南にライプツィヒが位置している。
1166年、史料上で初めてデーリッチュが現れる。1291年に都市特権を得た。14世紀半ば、ペストの流行で多くの犠牲がでた。17世紀の三十年戦争では、スウェーデン軍の攻撃を受けて荒廃した。第二次世界大戦の際は、駅舎が破壊されたほかは攻撃を免れた。

## スポーツ
コンコルディア・デーリッチュが、デーリッチュを本拠地とするハンドボール・クラブチームである。2005年、ハンドボール・ブンデスリーガ1部へと昇格を果たした。日本人選手の河田浩貴が所属していた。

## 著名な出身者
- クリスチャン・ゴットフリート・エーレンベルク
- ヘルマン・シュルツェ＝デーリチュ
- リヒャルト・ホフマン (作曲家)
- ベルンハルト・フェルスター

## 姉妹都市
- フリードリヒスハーフェン（バーデン＝ヴュルテンベルク州）1990年
- モーンハイム・アム・ライン（ドイツ語版）（ノルトライン＝ヴェストファーレン州）1990年
- オストルフ・ヴィエルコポルスキ（ポーランド）2000年

## 引用
1. ↑  Bevölkerung der Gemeinden Sachsens am 31. Dezember 2023 – Fortschreibung des Bevölkerungsstandes auf Basis des Zensus vom 9. Mai 2011 (Gebietsstand 01.01.2023)